# Orkaan Carmen
Orkaan Carmen was de zwaarste tropische cycloon van het Atlantisch orkaanseizoen 1974. Carmen ontstond als een tropische storing vanuit Afrika eind augustus. Uit een naar het westen verplaatsende tropische golf ontstond een tropische depressie ten oosten van de Kleine Antillen op 28 augustus. De storm verplaatst door de Caraïbische Zee waar hij in een gunstige omgeving al snel aanzwol naar een categorie 4 orkaan op de Schaal van Saffir-Simpson. Vervolgens ging de storm aan land op het Yucatánschiereiland waar hij aanzienlijke schade aan gewassen veroorzaakte en enkele mensen doodde. Voorafgaand aan de storm waren verschillende opvangcentra ingesteld en veel bewoners verhuisden naar hoger gelegen terrein.
Na het bereiken van de Golf van Mexico draaide Carmen naar het noorden en zwol opnieuw aan toen hij de Verenigde Staten naderde. Aanvankelijk was hij een bedreiging voor de stad New Orleans maar voordat hij aan land ging, zwenkte hij af naar het westen en ging aan land over het moerasgebied in het zuiden van Louisiana en loste uiteindelijk op boven het oosten van Texas op 10 september. n.a.v. het uitgeven van stormwaarschuwingen verlieten ongeveer 100.000 inwoners hun huizen en zochten elders onderdak. De uiteindelijke schade is lichter dan eerst werd gevreesd, maar de suikergewassen leden aanzienlijke schade. Gedurende het verloop van de orkaan werden 8 personen gedood en werd een schade veroorzaakt van minstens $ 162 miljoen. Vanwege de ernst van de storm wordt de naam Carmen niet meer gebruikt in de lijst van Atlantische tropische cycloon namen.